# Jean Soucy
Jean Soucy (né le 21 juillet 1915 à L'Isle-Verte au Québec et mort le 30 avril 2003 à Québec) est un artiste, un collectionneur et un ancien directeur du Musée national des beaux-arts du Québec.

## Biographie
Il réalise ses études à l'École des beaux-arts de Québec auprès de Marius Plamondon et d'Omer Parent. Il poursuit son perfectionnement à Paris en allant suivre des cours à l'Académie Julian ainsi qu'à l'École du Louvre. Sa carrière d'enseignant s'échelonne sur plusieurs années et dans plusieurs lieux d'enseignements : l'École des beaux-arts de Québec, l'École normale de Laval ainsi qu'à l'Académie de Québec. C'est à compter de 1967 qu'il dirige le Musée du Québec avec la création d'un service éducatif. Son mandat de directeur se termine en 1973.

## Musées et collections publiques
- Musée d'art de Joliette
- Université Laval
- Musée des beaux-arts du Canada[4]
- Musée national des beaux-arts du Québec[5]